# كارين وايت
كارين وايت (بالإنجليزية: Karen White)‏ (30 مايو 1964، تلسا في الولايات المتحدة)؛ روائية أمريكية. درست في جامعة تولين.